# Sâncraiu (Cluj)
Sâncraiu oder Sîncraiu [sɨnˈkraiu] (veraltet Calota-Sîn-Craiu oder Zamsâncraiu; ungarisch Kalotaszentkirály oder auch Szentkirály) ist eine Gemeinde im Kreis Cluj  in der Region Siebenbürgen in Rumänien.

## Geographische Lage

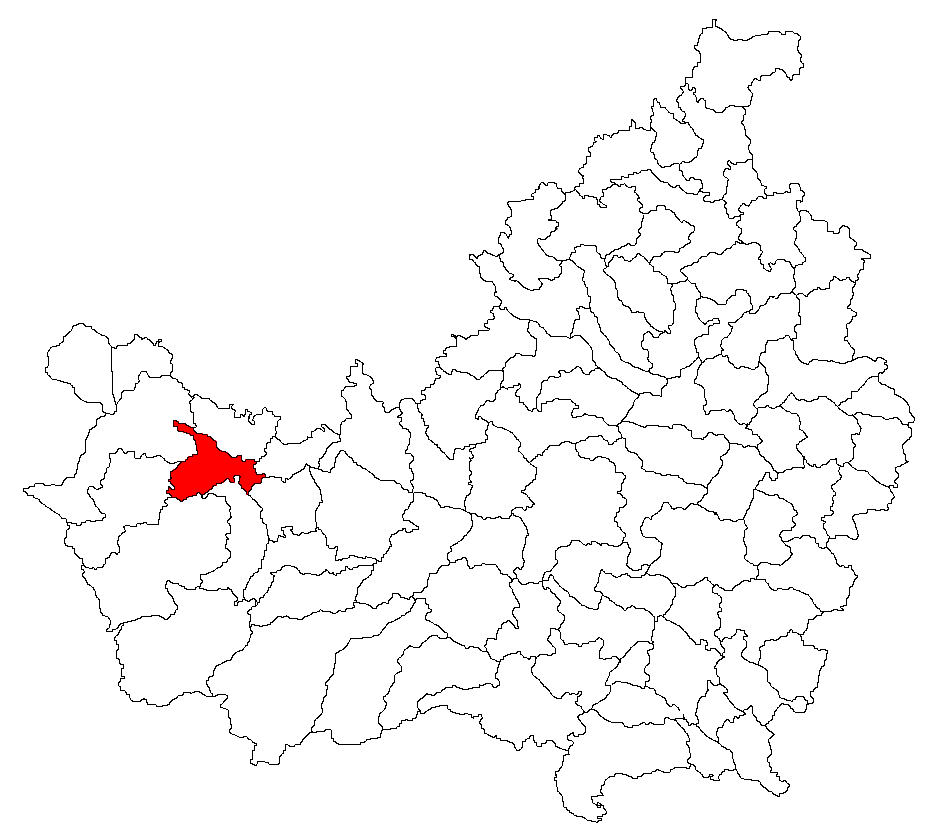
Lage der Gemeinde Sâncraiu im Kreis Cluj

Die Gemeinde Sâncraiu liegt in den Nordausläufern der Gilăuer Berge (Munții Gilăului) – ein Gebirgszug des Apuseni-Gebirges (Munții Apuseni) – im Westen Siebenbürgens. Auf einer Gesamtfläche von etwa 5700 Hektar befinden sich die eingemeindeten Dörfer vier bis acht Kilometer vom Gemeindezentrum entfernt. Der Ort Sâncraiu liegt am Bach Călata – ein linker Nebenfluss der Schnellen Kreisch (Crișul Repede) – und an der Nationalstraße Drum național 1R im Westen des Kreises Cluj fünf Kilometer südlich von der Kleinstadt Huedin (Heynod) und etwa 55 Kilometer westlich von der Kreishauptstadt Cluj-Napoca (Klausenburg) entfernt.

## Geschichte
Der Ort Sâncraiu wurde erstmals 1332 urkundlich erwähnt. Auf dem Areal des Ortes wurden bei archäologischen Grabungen Reste einer Burg gefunden, diese konnte aber noch keinem Zeitalter zugeordnet werden. Auf eine Besiedlung des Gemeindeareals in der Bronzezeit deuten archäologische Funde auf dem Areal, genannt Vârful Turdanului, im eingemeindeten Dorf Domoșu (ungarisch Kalotadámos).
Im Königreich Ungarn gehörte die heutige Gemeinde dem Stuhlbezirk Bánffyhunyad (heute Huedin) in der Gespanschaft Klausenburg, anschließend dem historischen Kreis Cluj und ab 1950 dem heutigen Kreis Cluj an.
Der Ort Sâncraiu ist auch bekannt, wegen der auffällig gestalteten ungarischen Volkstracht im Vergleich zum Rest der Region.

## Bevölkerung
Die Bevölkerung der Gemeinde entwickelte sich wie folgt:
| 1850 | 1.632 | 625   | 992   | 1  | 14               |
| 1920 | 3.795 | 1.505 | 2.227 | 11 | 52               |
| 1941 | 3.788 | 1.398 | 2.374 | 1  | 15               |
| 1992 | 2.053 | 555   | 1.498 | -  | -                |
| 2002 | 1.856 | 457   | 1.396 | -  | 3                |
| 2011 | 1.633 | 332   | 1.281 | 1  | 19               |
| 2021 | 1.558 | 321   | 1.191 | -  | 46 (3 Italiener) |

Seit 1850 wurde auf dem Gebiet der heutigen Gemeinde die höchste Einwohnerzahl (3875) und die der Rumänen (1607) 1930 registriert. Die höchste Einwohnerzahl der Magyaren wurde 1941, die der Roma (17) 1977 und die der Rumäniendeutschen 1920 ermittelt.
Die Holzskulptur war und ist das Lieblingshandwerk der Einheimischen. Die Hof- und Haustüren sind mit zahlreichen Pflanzen-, Vögel-, Sonne- und Monddarstellungen wie auch mit unterschiedlichen Inschriften versehen.

## Sehenswürdigkeiten
- Im Gemeindezentrum die reformierte Kirche, im 13. Jahrhundert errichtet und im 15. Jahrhundert erneuert. Das Südwestportal ist eine Holzarbeit von 1742.[4] Die Bergkirche steht unter Denkmalschutz.[6]
- Im eingemeindeten Dorf Alunișu (ungarisch Magyarókereke) die reformierte Kirche, im 13. Jahrhundert errichtet und im 19. Jahrhundert erneuert, steht unter Denkmalschutz.[6] Die orthodoxe Kirche des Dorfes wurde im 19. Jahrhundert errichtet.
- Im eingemeindeten Dorf Domoșu die reformierte Kirche,[8] (nach unterschiedlichen Angaben) im 13. oder im 18. Jahrhundert[6] errichtet, steht unter Denkmalschutz. Der Turm mit seinen vier Türmchen hat ein Renaissanceportal und die sechs Tafeln an der Westempore wie auch die 82 Deckenkassetten wurden von dem Siebenbürger Sachsen Lorenz Umling bemalt. Die Krone der Kanzel wurde 1701 aufgebaut.[4]
- Im Gemeindezentrum das Denkmal[9] und eine Linde zu Ehren des Dichters Endre Ady, der hier 1914 bei Verwandten zu Besuch war und das Gedicht „Pe malul Călatei“ schrieb.[10]

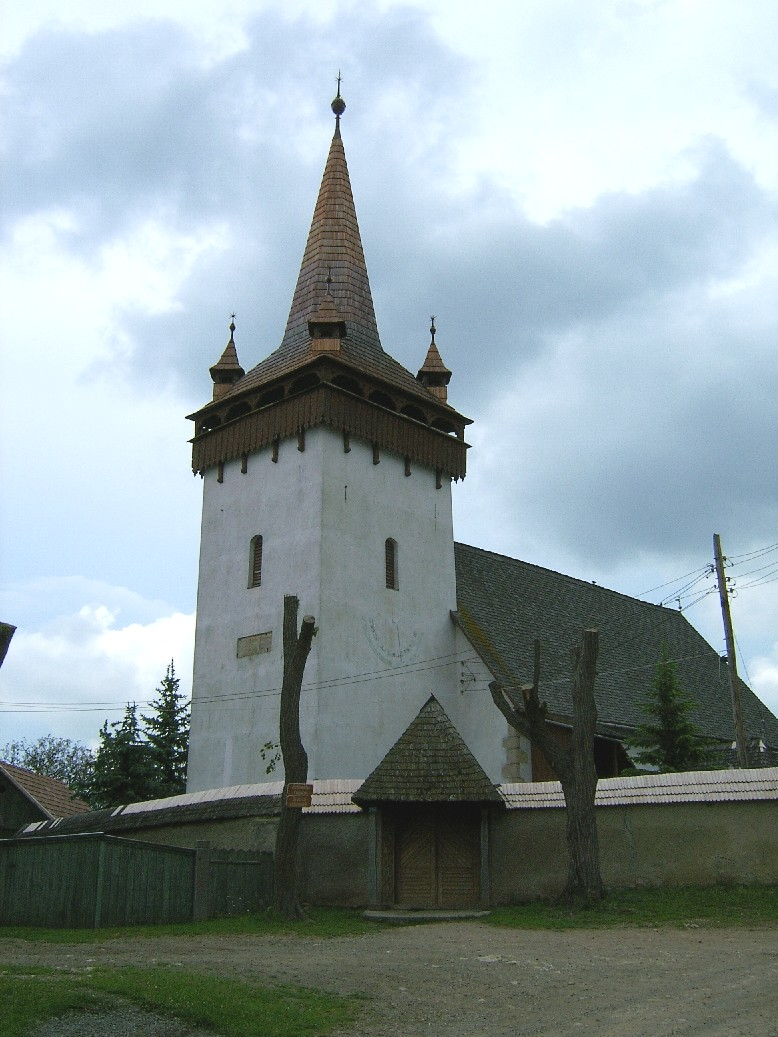
Reformierte Kirche in Sâncraiu
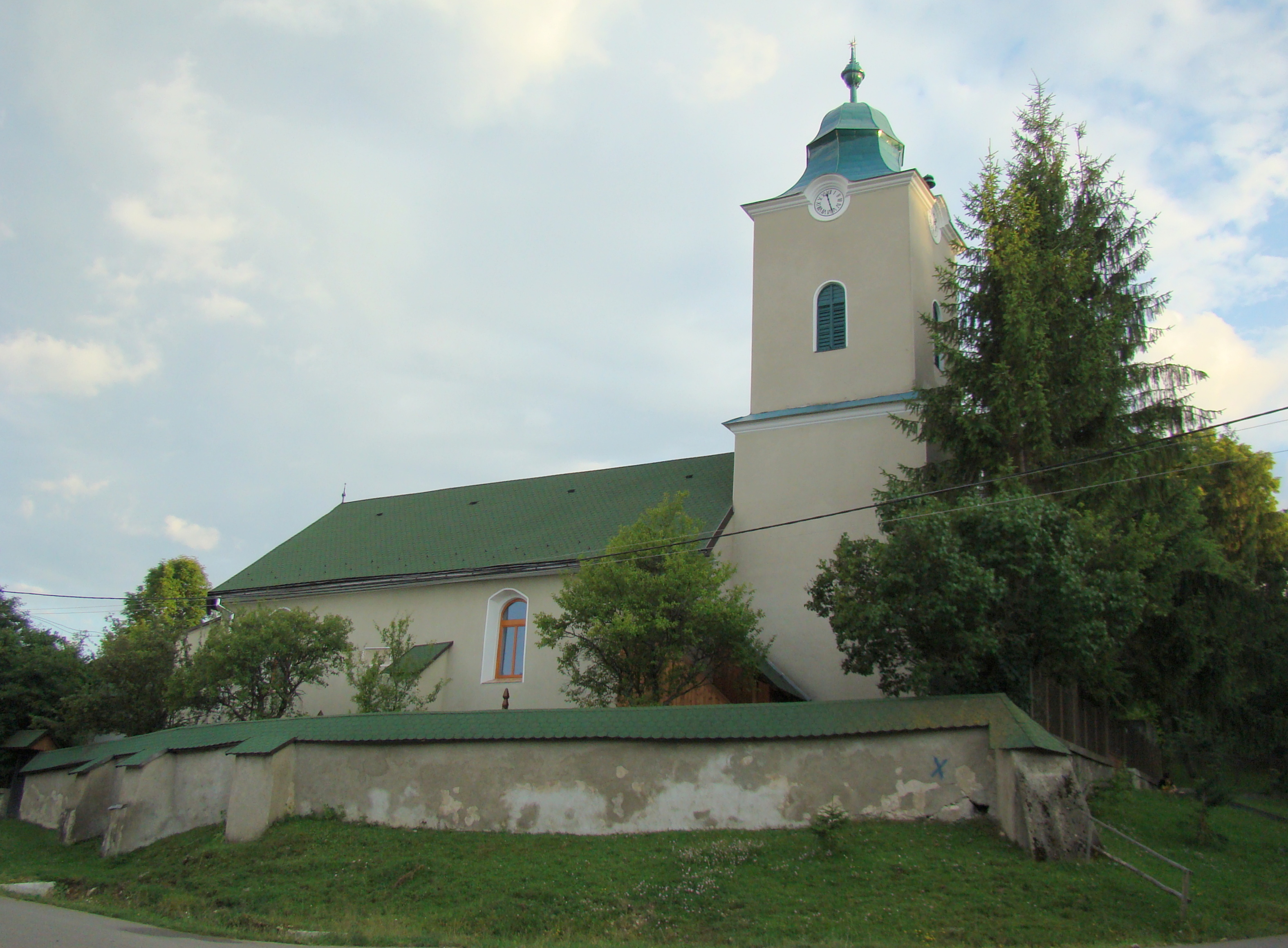
Reformierte Kirche in Alunișu
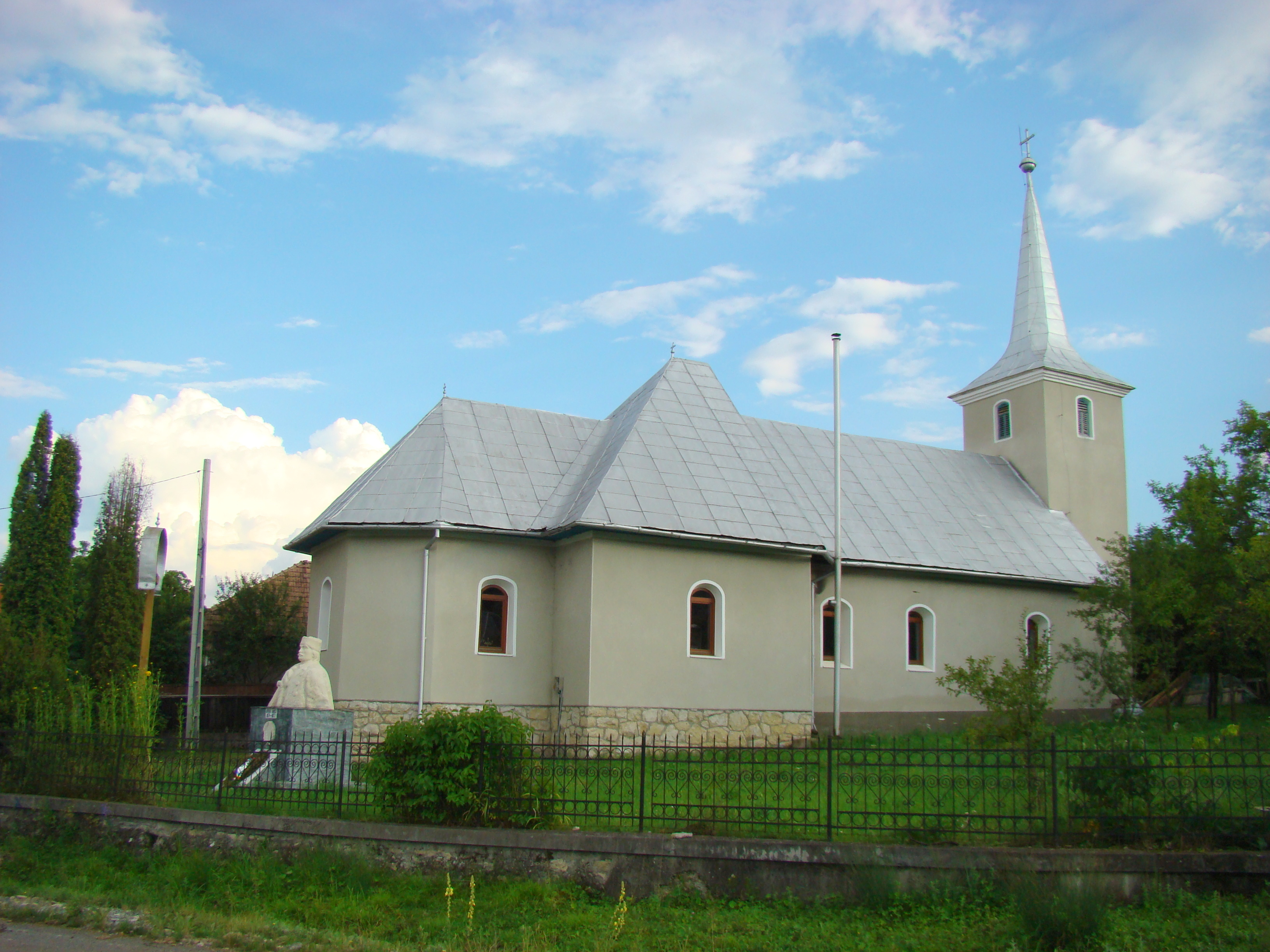
Orthodoxe Kirche in Alunișu und eine Büste von Avram Iancu
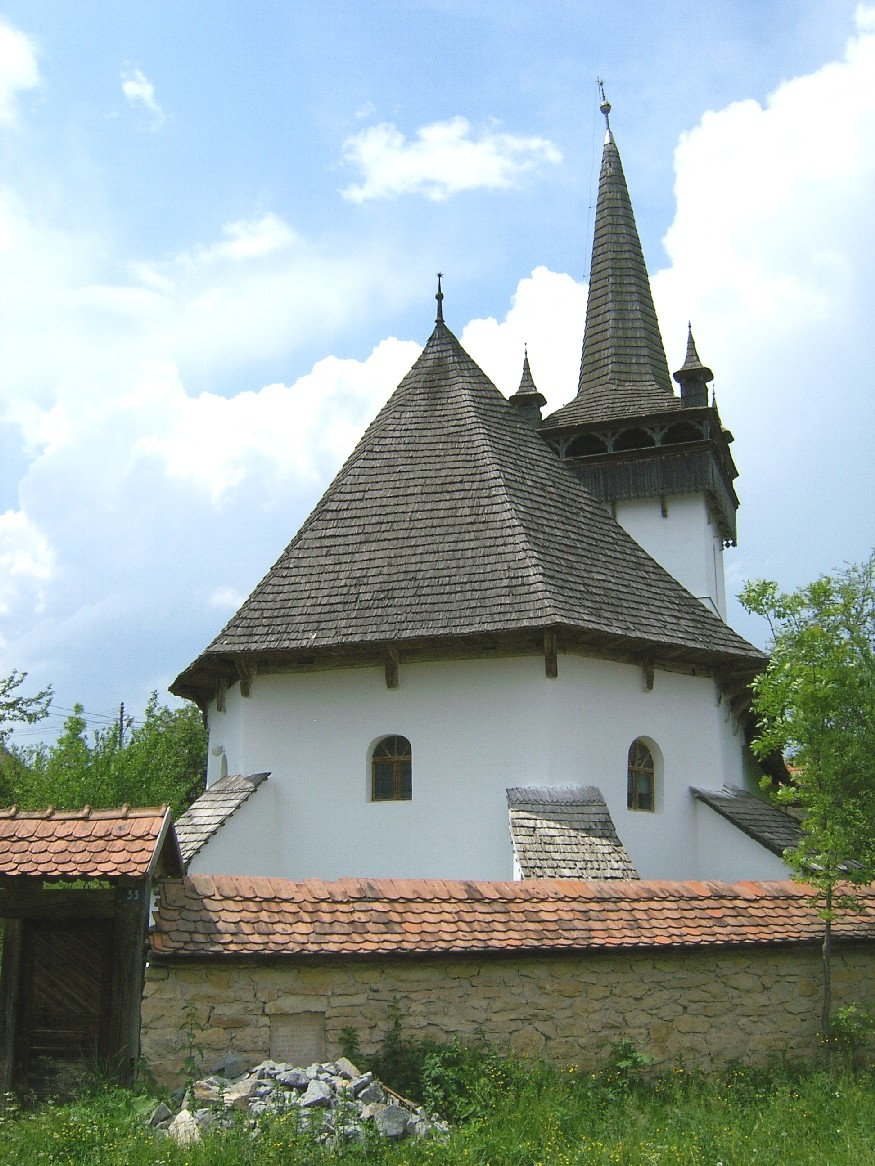
Reformierte Kirche in Domoșu
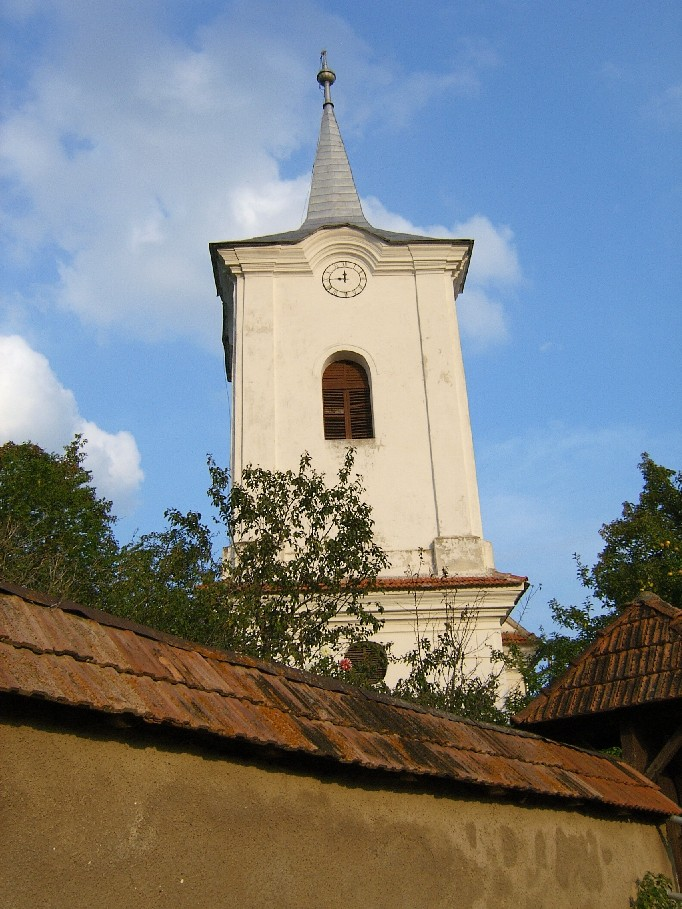
Reformierte Kirche in Horlacea